# Compliance (Muse)
Compliance is een nummer van de Britse rockband Muse uit 2022. Het is de tweede single van hun gelijknamige negende studioalbum.
"Compliance" is een anti-establishment protestlied. Het nummer gaat over de belofte van veiligheid en geruststelling die ons wordt verkocht door machtige types in tijden van kwetsbaarheid. "Bendes, regeringen, demagogen, sociale media-algoritmen en religies verleiden ons in tijden van kwetsbaarheid, creëren willekeurige regels en verwrongen ideeën waar wij ons aan moeten houden. Ze verkopen ons geruststellende mythes en vertellen ons dat alleen zij de werkelijkheid kunnen verklaren, terwijl ze tegelijkertijd onze vverminderen, autonomie en onafhankelijk denken, verminderen", zei zanger Matthew Bellamy over het nummer.
De plaat bereikte de 45e positie in de Britse verkooplijst, maar deed in niets in de hoofdlijst van het Verenigd Koninkrijk. Ook in Nederland en Vlaanderen bereikte het nummer de hitparades niet.